# Euphthiracarus pedanos
Euphthiracarus pedanos är en kvalsterart som beskrevs av Wojciech Niedbała 2003. Euphthiracarus pedanos ingår i släktet Euphthiracarus och familjen Euphthiracaridae. Inga underarter finns listade i Catalogue of Life.